# Klečové louky
Klečové louky jsou přírodní rezervace v Jizerských horách, mezi Jizerou a Smědavskou horou, v katastru města Hejnice v okrese Liberec. Oblast spravuje AOPK ČR, regionální pracoviště Liberecko.
Klečové louky tvoří čtyři vrchoviště – rozsáhlejší Velká a Malá klečová louka a menší Smrčková a Jelení louka. Důvodem ochrany je zachování porostů, květeny a krajinných útvarů.